# Final de la Eurocopa 1996

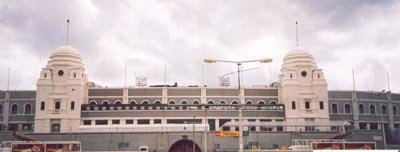
Estadio de Wembley, escenario de la final

La final de la Eurocopa 1996 fue disputada el 30 de junio de 1996, en el Estadio de Wembley de Londres, Inglaterra. Los dos ganadores de los partidos de semifinales, Alemania y República Checa, se enfrentaron en un único partido de 90 minutos. Previamente, se realizó la ceremonia de clausura del evento. En la primera parte, los dos equipos estuvieron muy igualados, pero en la segunda, República Checa marcó un gol de penalti ejecutado por Patrik Berger en el minuto 59. Frente a este gol, los alemanes reaccionaron. En el minuto 73, Oliver Bierhoff metió el tanto del empate para Alemania. Solo hubo primera parte de prórroga, porque Oliver Bierhoff marcó su segundo gol, el de oro, en el minuto 95. La invicta selección de Alemania se coronó así por tercera vez como campeona de la Eurocopa, tras la de 1980, rompiendo una sequía de 16 años sin ganar el título continental.

## Final
| 1          | POR        | Andreas Köpke    |     |
| 6          | DEF        | Matthias Sammer  |     |
| 14         | DEF        | Markus Babbel    |     |
| 5          | DEF        | Thomas Helmer    |     |
| 19         | DEF        | Thomas Strunz    |     |
| 17         | MED        | Christian Ziege  |     |
| 21         | MED        | Dieter Eilts     | 46' |
| 8          | MED        | Mehmet Scholl    | 69' |
| 10         | MED        | Thomas Häßler    |     |
| 18         | DEL        | Jürgen Klinsmann |     |
| 11         | DEL        | Stefan Kuntz     |     |
| Entrenador | Entrenador | Berti Vogts      |     |

| 1          | POR        | Petr Kouba      |     |
| 5          | DEF        | Miroslav Kadlec |     |
| 15         | DEF        | Michal Horňák   |     |
| 3          | DEF        | Jan Suchopárek  |     |
| 4          | MED        | Pavel Nedvěd    |     |
| 13         | MED        | Radek Bejbl     |     |
| 19         | MED        | Karel Rada      |     |
| 8          | MED        | Karel Poborský  | 88' |
| 14         | MED        | Patrik Berger   |     |
| 7          | DEL        | Jiří Němec      |     |
| 9          | DEL        | Pavel Kuka      |     |
| Entrenador | Entrenador | Dušan Uhrin     |     |

| 3  | MED | Marco Bode      | 46' |
| 20 | DEL | Oliver Bierhoff | 69' |

| 17 | MED | Vladimír Šmicer | 88' |

| Anotado            | 73' | Oliver Bierhoff | 1-1 |
| Gol de oro anotado | 95' | Oliver Bierhoff | 2-1 |

| Anotado · Penal | 59' | Patrik Berger | 0-1 |

| Amonestado | 58' | Matthias Sammer |
| Amonestado | 63' | Thomas Helmer   |
| Amonestado | 91' | Christian Ziege |

| Amonestado | 47' | Michal Horňák |

| Árbitro             | Pierluigi Pairetto |
| Árbitros asistentes | Donato Nicoletti   |
| Árbitros asistentes | Tullio Manfredini  |
| Cuarto árbitro      | Marcello Nicchi    |
| Reporte             |                    |

| 1          | POR        | Andreas Köpke    |     |
| 6          | DEF        | Matthias Sammer  |     |
| 14         | DEF        | Markus Babbel    |     |
| 5          | DEF        | Thomas Helmer    |     |
| 19         | DEF        | Thomas Strunz    |     |
| 17         | MED        | Christian Ziege  |     |
| 21         | MED        | Dieter Eilts     | 46' |
| 8          | MED        | Mehmet Scholl    | 69' |
| 10         | MED        | Thomas Häßler    |     |
| 18         | DEL        | Jürgen Klinsmann |     |
| 11         | DEL        | Stefan Kuntz     |     |
| Entrenador | Entrenador | Berti Vogts      |     |

| 1          | POR        | Petr Kouba      |     |
| 5          | DEF        | Miroslav Kadlec |     |
| 15         | DEF        | Michal Horňák   |     |
| 3          | DEF        | Jan Suchopárek  |     |
| 4          | MED        | Pavel Nedvěd    |     |
| 13         | MED        | Radek Bejbl     |     |
| 19         | MED        | Karel Rada      |     |
| 8          | MED        | Karel Poborský  | 88' |
| 14         | MED        | Patrik Berger   |     |
| 7          | DEL        | Jiří Němec      |     |
| 9          | DEL        | Pavel Kuka      |     |
| Entrenador | Entrenador | Dušan Uhrin     |     |

| 3  | MED | Marco Bode      | 46' |
| 20 | DEL | Oliver Bierhoff | 69' |

| 17 | MED | Vladimír Šmicer | 88' |

| Anotado            | 73' | Oliver Bierhoff | 1-1 |
| Gol de oro anotado | 95' | Oliver Bierhoff | 2-1 |

| Anotado · Penal | 59' | Patrik Berger | 0-1 |

| Amonestado | 58' | Matthias Sammer |
| Amonestado | 63' | Thomas Helmer   |
| Amonestado | 91' | Christian Ziege |

| Amonestado | 47' | Michal Horňák |

| Árbitro             | Pierluigi Pairetto |
| Árbitros asistentes | Donato Nicoletti   |
| Árbitros asistentes | Tullio Manfredini  |
| Cuarto árbitro      | Marcello Nicchi    |
| Reporte             |                    |